# 白杨河 (昌吉州)
白杨河，流经中华人民共和国新疆维吾尔自治区昌吉回族自治州吉木萨尔县和奇台县的界河，属于博格达山北麓水系中的一条内流河，发源于博格达山托库孜达拉附近的高山区，上游为吉木萨尔县和奇台县之间的界河，蜿蜒向北流经吉木萨尔县泉子街镇白杨河村、二工镇上红山子村、苏家庄、海子沿村、芨芨窝子村和奇台县东湾镇白杨河村等地，下游河床呈散流状，穿303省道进入吉木萨尔县南部灌区，经北庭镇后成为时令河耗失于沙漠中。五圣宫水文站以上河长32千米，集水面积162平方千米，年均径流量6727万立方米。